# Tritropidia
Tritropidia ist eine Gattung der Buckelzirpen von der bisher fünf Arten bekannt sind. Die Arten sind aus dem nördlichen Südamerika bekannt: Brasilien, Kolumbien, Ecuador, Guyana und Surinam. In Kolumbien kommen alle bekannten Arten vor.

## Merkmale
Diese Buckelzirpen sind relativ klein, sind 2,5 bis 5 Millimeter lang, oft auffällig gemustert mit gelben, roten oder braunen Zeichnungen, manchmal aber auch weitgehend schwarz. Das Pronotum hat ein schmales nach vorne gerichtetes Horn, das bei Männchen aber auch fehlen kann. Dorsolateral befinden sich am Pronotum schmale Erhebungen. Die Männchen sind meist kleiner als die Weibchen.

## Lebensweise
Die Vertreter der Gattung Tritropidia kommen oft in Gruppen vor. Sie legen Eier in das Pflanzengewebe und bedecken das Gelege mit einer braunen, schuppigen, wachsartigen Substanz und sitzen dann darauf. Wie alle Buckelzikaden saugen sie Pflanzensaft, sie wurden in Brasilien unter anderem auf Kakaopflanzen gefunden. Manchmal sind sie mit Ameisen vergesellschaftet.